# MADI art periodical
A MADI art periodical Magyarországon megjelenő többnyelvű művészeti folyóirat, az absztrakt geometrikus művészet meghatározó kortárs irányzatának, a MADI-nak a legfontosabb nemzetközi fóruma. A Nemzetközi Mobil MADI Múzeum adja ki.

## Előzmények
Carmelo Arden Quin 1946-ban fogalmazta meg a MADI manifesztumot, és indította el MADI néven művészeti mozgalmát. Néhány jelentős konstruktivista és más geometrikus, absztrakt hagyományokat követő magyar művész 1992-ben hozta létre a MADI magyarországi csoportját. Közös kiállítások, művészeti fesztiválok megrendezése után 1998-ban jelentkeztek a periodika első számával. 2007 végéig 9 lapszám jelent meg.

## Tartalom
A lapban művészekkel készített interjúk, művészek, műkritikusok és műgyűjtők tanulmányai, kiállítási hírek, beszámolók és megnyitóbeszédek, valamint szerkesztői jegyzetek (MADInfo) jelennek meg. Az egyes lapszámokban 40-50 hazai és külföldi alkotás (objekt, festmény, szobor) is bemutatásra kerül.
Az eddig megjelent lapok szerkezete és arculata – fontos változások ellenére is – a kezdetektől következetesen alkalmazott elveket követ. Az újság jellemző szerkesztési módja, hogy a szerkesztői jegyzetek és a fontosabb interjúk, tanulmányok angol fordításban is megjelennek a magyar nyelvű szöveggel együtt, ugyanazokon az oldalakon, tükörszerű tördeléssel. Jellemző az is, hogy „önmagukban”, fordítás nélkül is találhatók írások a lapban különböző nyelveken, köztük francia, német, spanyol, szlovák, orosz nyelveken, elsősorban egy-egy külföldi művész vagy kiállítás bemutatása kapcsán az ottani MADI közösséghez szólva.
Az első három lapszámot Bányász Éva tervezte, a többit Saxon-Szász János. A lapok önmagukban is játékos MADI alkotások. Ezt művészi grafikai tervezéssel és tipográfiával, valamint különleges nyomdatechnikai megoldásokkal (ritzelés, biegelés, perforálás) érik el. Például köröket, négyzeteket, háromszögeket vágnak ki a lapokból, és így egyik oldal a másikban is megjelenik (MADI Lyuk Galéria), levágják a lapok sarkait stb.
Néhány lapszám tematikus szám. Ilyen volt például a Kassák Lajos-évfordulóra kiadott Kassák és a MADI, a szimmetriatudományhoz kapcsolódó 2003-2004-es szám, valamint a 2006-os moszkvai fesztiválra kiadott SupreMADIsm dupla szám.

## Az egyes lapszámok tartalma

### MADI art periodical No1
48 + 1 oldal (1998)
Mozgás, Absztrakció, Dimenzió, Invenció - MADI Univerzum (Dárdai Zsuzsa interjúja Carmelo Arden Quinnel) - MADInfo (Euro-MADI Fesztivál) - Carmelo Arden Quin az absztrakcióról - Jorge Glusberg: A MADI és a kortárs művészet nagy kalandja - Kassák Lajos: Képarchitektúra - MADIlyuk Galéria (Kassák Lajos: DADA, 1922)

### MADI art periodical No2
48 + 1 oldal (1998)
Dárdai Zsuzsa: MADI MA Magyarországon - MADInfo: események, aukciók, szitamappa, MADI Múzeum céljai, Múzeum-híd projekt - Fejérvári Boldizsár: A MADI ötven éve Európában - Rosta S. Csaba: MADI Múzeumhíd 2000 - Sík Csaba: Joláthy Attila - MADIlyuk Galéria (Joláthy Attila: Lécképek, 1976)

### MADI art periodical No3
64 + 1 oldal (2001)
Mozgás, Absztrakció, Dimenzió, Invenció - "Festészetem egy spirituális utazás" (Dárdai Zsuzsa interjúja Salvador Prestával) - Angelo Calabrese: MADI ("Ami még soha nem volt") - Salvador Presta: Az olaszországi MADI mozgalomról - Maurizio Vitiello: Tárca a MADI "Notes" című kiállításához - Giorgio Agnisola: Caserta 1998 - MADInfo - Hommage Gorinnek a MADI-tól - Euro-MADI Fesztivál - MADI Museum Bridge Project 2000 - Dárdai Zsuzsa: Movimento internazionale MADI Ungheria - MADInfo - MADI a kreativitás laboratúriuma - Hilda Reich Duse: Anna Cannali és az Arte Struktura - MADIlyuk Galéria (Gaetano Pinna: 104 O. S., 1981-1996)

### MADI art periodical No4
104 oldal (2003)
MADinfo - Passuth Krisztina: Fél évszázad távlatában - Iva Mojžišová: Konstrukció, mozgás, fény - MADInfo - Beke László: "Kassák és a MADI ma" - A képarchitektúra mestere Kassák Lajos (részlet) - Zsuzsa Dárdai: MADI Universe - Interview with Carmelo Arden Quin - Kiss-Szemán Zsófia: "KASSÁK és a MADI ma" - L'uba Belohradská: Konstruktív irányzatok a szlovák művészetírás tükrében - Hushegyi Gábor: MADI és Szlovákia - Fajó János: Kassák képzőművészeti hatása ma - Joël Froment: Kereten kívül - határok hangja - Cselényi László: K-montázs disszamináció - Papp Tibor: Kassák hatása a mai magyar irodalomra - Sáry László: Egy akkordsor forgatókönyve

### MADI art periodical No5
72 oldal (2003-2004)
MADinfo - Darvas György: Állandóság és változás szintézise (Szimmetria a tudományban és művészetben) - Dárdai Zsuzsa: Viktor Hulík (Variációk egy emberre) - Erdély Dániel: Spidronok - Erdély Dániel: A geometria nagyon más, mint a művészet? - John A. Hiigli: A geometriai forma permutációinak feltérképezése - Beke László: Funkcionális elemek Saxon-Szász János műveiben - Ordasi Zsuzsa: Törés/Hasadék/Repedés - Csillag Katalin, Gunther Zsolt: MADI Múzeum terv, Győr

### MADI art periodical No6
72 oldal (2004)
Művészet határok nélkül - Dárdai Zsuzsa: Lenni és nem birtokolni. Interjú Bolivarral - Fajó János: Indulók és érkezők. A szerencsi iskola és művésztelep - Geskó Judit: Vass Collection - Bujdosó Alpár: Megyik Jánosról - Dárdai Zsuzsa: A régiók a kultúra bölcsői. Beszélgetés Gottfried Honeggerrel - Erdély Dániel: Szerkezetek/Szobrok. Interjú Rinus Roelofs-szal - Vincent Vaillant: A geometria szigete - Beszélgetés Carmelo Arden Quin-nel (MADI art periodical)

### MADI art periodical No7
duplaszám, 104 oldal (2005)
mobileMADImobil – mobileMADImobil – mobileMADImobil - Élő mobil. Interjú Harasztÿ Istvánnal - Rechnitzer János: Akadémia Galériából MADI Galériába - Viktor Hulík: A mozgás az élet megnyilvánulása - Nicolas Schöffer: Definíciók - Ordasi Zsuzsa: Ízelítő - Mobil MADI Múzeum - Ordasi Zsuzsa: Galgóczy György kiállítása elé - Csörgő Attila: Eseménygörbék 1-4 - Interjú Jean-Claude Faucon-nal (MADI art periodical) - Jean-Claude Faucon: A MADI-ról. Következtetések - Jean Branchet: MADI Múzeum Sobralban - Tamkó Sirató Károly: Dimenzionista manifesztum - Tamkó Sirató Károly: Kassák Lajos

### MADI art periodical No8
Vl. Buslenko: From Ierus to Isoverse (Way of the Hieroglyph) - Dr. Alexander V. Bubnov: Super-Supre-Sonnet art-science videoproject - I. G. Anishenko: Some "supremus" elements in Russian christian architecture - Alexander Pankin: About My Exhibition - Carmelo Arden Quin: Pre-manifeste MADI - supreMADIsm - Dárdai Zsuzsa: A szuprematizmustól a supreMADismusig

### MADI art periodical No9
Rabati Anna: Morzsák és cölöpök - Carmelo Arden Quin: MADI manifesztum 1946 - Dárdai Zsuzsa: MADI-Monokróm - Dárdai Zsuzsa: Hiperkereszt - A Nyugat Kertje - Passuth Krisztina: Polidimenziók fekete-fehérben - Dárdai Zsuzsa: Struktúra nélkül a világ összeomlik, de a szín, maga az élet

## Szerkesztőség
- Főszerkesztő: Dárdai Zsuzsa
- Design: Bányász Éva, Saxon-Szász János
- Fordító, olvasószerkesztő: Fejérvári Boldizsár
- Képfeldolgozás: Veress Szabolcs
- Webdesign: Nizalowski Attila

## Főbb támogatók
Nemzeti Civil Alapprogram, Nemzeti Kulturális Örökség Minisztériuma, Schneider Papír
Egy-egy lapszám esetén jelentős támogató volt az Andante Bőrbútor, az Octogon építészeti folyóirat és más magánszemélyek is.

## Külső hivatkozások
- A Nemzetközi Mobil MADI Múzeum honlapja
- Saxon-Szász János honlapja
- Dárdai Zsuzsa honlapja